# TodoDia
O TodoDia foi uma rede varejista, de propriedade e administração do Grupo Carrefour Brasil. Possuía lojas em dez estados do país, cuja concentração de atividades estava na região Nordeste.
Esta rede fez parte do fundo norte-americano Advent International, que adquiriu a maior parte das operações do Walmart Brasil em 2018. Logo após  pertenceu ao Grupo Carrefour Brasil após a compra do Grupo BIG em 2022.

## História
A rede TodoDia surgiu após o Walmart ter adquirido o grupo Bompreço, em 2004. Na ocasião, a rede nordestina operava com lojas de vizinhança denominadas Balaio. Com a aquisição feita pela multi-nacional, estas lojas receberam um novo nome (TodoDia) e passaram por um processo de expansão, em várias das regiões onde o Walmart Brasil passou a operar, especialmente com a aquisição das bandeiras antes administradas pelo grupo Sonae, em dezembro de 2005.
O foco operacional desta rede está nos produtos alimentícios e na área de higiene e limpeza. Possui uma distribuição de atividades em três modelos (lojas de vizinhança, supermercados e hipermercados), o que conota variações de produtos à venda e serviços prestados às comunidades onde se faz presente.

### Reestruturação
O grupo Walmart Brasil tem passado por grandes reestruturações de suas operações no país, desde meados de 2015. Todas as suas bandeiras, praticamente em todos os locais nos quais a multi-nacional opera, tem passado desde então por mudanças estruturais ou tem sido fechadas.
As lojas da rede TodoDia também fizeram parte deste processo de reestruturação, onde várias de suas unidades acabaram sendo fechadas, em especial nos estados das regiões Sul e Sudeste do país.

### Advent International
O fundo norte-americano Advent International, assumiu 80% da divisão brasileira do Walmart em junho de 2018, em agosto de 2019 a marca Walmart é extinta no país e substituída pelo Grupo BIG, que continuou administrando essa bandeira até 2022.

### Aquisição pelo Carrefour
Em 24 de março de 2021 foi anunciada a aquisição das operações do Grupo BIG pelo Grupo Carrefour Brasil, no valor de R$ 7,5 bilhões de reais. Em 6 de junho de 2022 a operação foi concluída, e o Carrefour passou a administrar o Todo Dia, assim como outras bandeiras antes pertencentes ao Grupo BIG.

## Operação
A rede TodoDia possuía a seguinte distribuição de suas unidades:

#### Região Sul
- Paraná: Araucária (1), Castro (1), Piraquara (1), Ponta Grossa (1), São Mateus do Sul (1).
- Santa Catarina: Joinville (2).
- Rio Grande do Sul: Alvorada (1), Campo Bom (1), Canoas (2), Igrejinha (1), Novo Hamburgo (1), Parobé (1), Porto Alegre (1), Rio Pardo (1), São Leopoldo (1), Sapucaia do Sul (2), Taquara (1).

#### Região Nordeste
- Alagoas: Arapiraca (2), Maceió (5), Palmeira dos Índios (1), Penedo (1), Santana do Ipanema (1), Teotônio Vilela (1), União dos Palmares (1).
- Bahia: Alagoinhas (2), Camaçari (2), Castro Alves (1), Conceição do Coité (1), Dias D`Ávila (2), Entre Rios (1), Esplanada (1), Feira de Santana (2), Itaberaba (1), Mata de São João (1), Muritiba (1), Pojuca (1), Rio Real (1), Salvador (10), Santo Amaro (1), Santo Antônio de Jesus (1), São Gonçalo dos Campos (1), Serrinha (1), Simões Filho (2), Valença (1), Vera Cruz (1).
- Maranhão: Itapecuru Mirim (1), Vargem Grande (1).
- Paraíba: Cabedelo (1), Campina Grande (1), João Pessoa (3), Mamanguape (1),Santa Rita (1), Sapé (1).
- Pernambuco: Abreu e Lima (2), Belo Jardim (1), Bezerros (1), Cabo de Santo Agostinho (1), Camaragibe (1), Carpina (1), Escada (1), Gameleira (1), Garanhuns (2), Goiana (1),   Gravatá (2), Igarassu (1), Ipojuca (1), Jaboatão dos Guararapes (5), Limoeiro (1), Moreno (1), Nazaré da Mata (1), Olinda (4), Paulista (3), Pesqueira (1), Recife (3), Surubim (1), Timbaúba (1), São Lourenço da Mata (1), Vitória de Santo Antão (1).[17]
- Sergipe: Aracaju (1), Boquim (1), Estância (1), Lagarto (1), Propriá (1).

Observações: número de lojas, por cidade, entre parênteses; dados atualizados em fevereiro de 2018.